# Boris Parygin
Boris Dmitriewicz Parygin (ros. Бори́с Дми́триевич Пары́гин; ur. 19 czerwca 1930 w Leningradzie, zm. 9 kwietnia 2012 w Petersburgu) – radziecki i rosyjski psycholog społeczny. Profesor, doktor habilitowany nauk filozoficznych. Założyciel naukowej psychologii społecznej w ZSRR. Twórca i wybitny przedstawiciel kierunku filozoficzno-socjologicznego w psychologii społecznej – jej historii, metodologii, teorii i prakseologii. Zasłużony Pracownik Nauki Federacji Rosyjskiej. Odznaczony Orderem Honoru.

## Życiorys
Boris Parygin urodził się 19 czerwca 1930 r. w Leningradzie.  Po ukończeniu szkoły średniej studiował na Wydziale filozofii Leningradzkiego Uniwersytetu Państwowego w Leningradzie (1948–1953). W 1962 roku, rok po obronie pracy doktorskiej z filozofii na Leningradzkim Uniwersytecie Państwowym (1961), Parygin rozpoczął pracę na Wydziale filozofii tego uniwersytetu (1962–1968). W 1965 r. wydawnictwo Leningradzkiego Uniwersytetu Państwowego publikuje pierwszą monografię B.D. Parygina — «Социальная психология как наука» (Psychologia społeczna jako nauka, 1965), rok później kolejną pracę — «Общественное настроение» (Nastrój społeczny, 1966). Obie książki wywołały rozgłos w środowisku naukowym.  Pierwsza monografia doczekała się serii przedruków pierwszej monografii: w Urugwaju (Montevideo, 1967), Czechosłowacji (Praga, 1968), Bułgarii (Sofia, 1968) i Brazylii (Rio de Janeiro, 1972).

## Dorobek naukowy

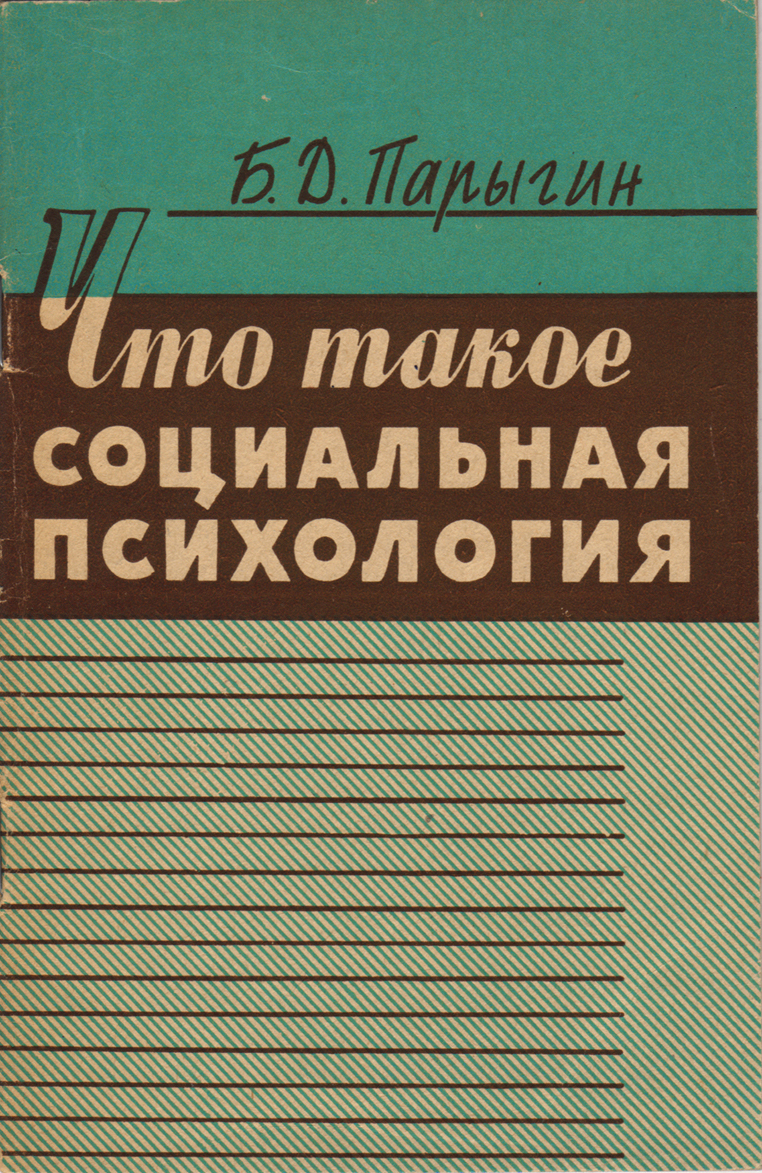
Boris Parygin. Czym jest psychologia społeczna? 1965 (okładka)

W 1967 r. Boris Parygin obronił rozprawę doktorską na Leningradzkim Uniwersytecie Państwowym z tematem «Социальная психология как наука (вопросы истории, методологии и теории)» (Psychologia społeczna jako nauka /pytania z historii, metodologii i teorii).  Wkrótce na zaproszenie rektora został dziekanem Wydziału Filozofii w Leningradzkim Państwowym Instytucie Pedagogicznym im. Herzena, gdzie tworzył laboratorium badań społeczno-psychologicznych oraz pierwszy w ZSRR Wydział Psychologii Społecznej (Leningrad, 1968–1976). W 1971 r. w Moskwie nakładem 20 000 egzemplarzy opublikowano jego monografię «Основы социальной и психологической теории» (Podstawy teorii społeczno-psychologicznej, 1971); badanie, w którym sformułowano i przedstawiono koncepcję kluczowych problemów psychologii społecznej, zwłaszcza osobowości i komunikacji międzyludzkiej.  Książka analizuje metodologiczne podstawy teorii społeczno-psychologicznej, jej genezę, strukturę, funkcje, aspekty filozoficzne. Praca została przetłumaczona na język niemiecki i japoński. Została opublikowana w Kolonii, Berlinie i Tokio.
W latach 1970–1980 popularyzujący swoje idee Parygin często prowadził publiczne wykłady w Moskwie, Leningradzie i stolicach republik ZSRR.  Najważniejsze w jego pracy badawczej były następujące obszary: ogólna teoria i metodologia psychologii społecznej; warunki społeczno-psychologiczne: nastrój i usposobienie jednostki i społeczności; psychologia społeczna osobowości; psychologia komunikacji.
W latach 1976–1992 Parygin kierował działem problemów społeczno-psychologicznych w Instytucie Problemów Społeczno-Ekonomicznych Rosyjskiej Akademii Nauk (Leningrad).  Później, w latach 1990–2000, był kierownikiem stworzonej przez siebie katedry psychologii społecznej na Petersburskim Uniwersytecie Humanistycznym Związków Zawodowych (St. Petersburg, 1992–2012). W tych latach jako profesor wizytujący wykładał na wielu uniwersytetach w Rosji i za granicą.

## Lista prac
Parygin jest autorem 11 monografii opublikowanych w łącznym nakładzie ponad 300 tysięcy egzemplarzy, 400 artykułów przetłumaczonych i opublikowanych w językach: francuskim, angielskim, polskim, hiszpańskim, portugalskim, niemieckim, litewskim, bułgarskim, czeskim, słowackim, japońskim, chińskim, węgierskim i innych.

## Recenzje
- Mironenko I. A. Boris Parygin’s Personality Social Psychology / JOINT VIRTUAL MEETING CHEIRON AND ESHHS. JULY 9-11, 2020.
- Мироненко И. А., Журавлев А. Л. Эмпирические и прикладные работы в научном творчестве Б. Д. Парыгина (к 90-летию со дня рождения) // Психологический журнал, 2020, Т. 41, № 4. 46-54.
- Rubén Ardila Pariguin, B.D. La Psicología Social como Ciencia // Revista Interamericana de Psicología / Seccion Libeos. 2019. — С. 228-229.
- Mironenko I. A. Personality as a Social Process: where Peter Giordano Meets Boris Parygin // Integrative Psychological and Behavioral Science, 2018, 52(2), 288—295: DOI 10.1007/s12124-018-9417-y
- Журавлев А. Л., Мироненко И. А. Вклад Б. Д. Парыгина в возрождение отечественной социальной психологии (к 85-летию со дня рождения) // Психологический журнал, 2015, № 5, — С. 117—124. ISSN 0205-9592
- В. А. Кольцова ПАРЫГИН Борис Дмитриевич / Персоналии / История психологии в лицах // Психологический Лексикон. Энциклопедический словарь в шести томах. Редактор-составитель Л. А. Карпенко. Под общей редакцией А. В. Петровского. — М.: Психологический институт имени Л. Г. Щукиной РАО, 2015. — С. 345.
- Ján Bubelíni Sociálnopsychologická klíma pracovného kolektívu — niektoré teoretické a metodologické otázky // Sociologický Časopis / Czech Sociological Review. — Roč. 22, Čís. 4 (1986). — P. 351-362.
- Цимбалюк В. Д. Рецензия на книгу Б. Д. Парыгина «Социально-психологический климат коллектива», 1981 // Вопросы психологии. С. 163—164.
- Uring, Reet Suhtlemine, informeeritus ja subjektiivne informatiivsus // Nõukogude KOOL. Tallinn. Nr. 11. 1980. — Lk. 17-18.
- Sychev U. V. The Individual and the Microenvironment. Progress Publishers. 1978. — Р. 8, Р. 25, Р. 64.
- H. Priirimä Mõningate sotsiaalpsühholoogiliste momentide arvestamisest õppetöös // Nõukogude KOOL. Tallinn. Nr. 2 Veebruar 1968. — Lk. 86-89.
- Tschacher, G; Kretschmar, A. Konkret-soziologische Forschung in der UdSSR // Deutsche Zeitschrift für Philosophie. — Berlin. Band 14, Ausgabe 8, (Jan 1, 1966). — P. 1008.
- Асеев В. А., Зотова О. И. Обсуждение книги «Проблемы общественной психологии» // Вопросы психологии. 1966. № 3.